# Assistència social a Espanya
L'assistència social a Espanya és una competència que poden assumir les comunitats autònomes, tal com estableix la Constitució espanyola de 1978 a l'article 148.
L'assistència social és una prestació diferent de les del sistema de la seguretat social.

## Abans de la Constitució
L'Església Catòlica va desempenyar a Espanya la feina de la beneficència fins que el sector públic va assumir aquesta feina amb la Llei General de Beneficència de 14 de maig de 1852. La llei establia la prestació en tres nivells: el nacional, el provincial i el municipal. Els municipis estaven obligats a centrar-se en l'atenció primària a les famílies incloses al padró de beneficència.

## Constitució de 1978
La Constitució espanyola de 1978 estableix que l'estat és social (art. 1) i tracta la matèria entre els articles 39 a 51, inclusive: protecció de la família i els xiquets (art. 39), promoure el progrés, el treball i la seguretat en el treball (art. 40), mantindre un règimm de seguretat social (art. 41), protegir la salut (art. 43), promoure l'accés a la vivenda (art. 47), atendre els disminuïts (art. 49), garantir la suficiència econòmica a la ciutadania durant la tercera edat (art. 50) i defendre els consumidors i usuaris mitjançant la protecció de la seguretat, la salut i els seus drets econòmics (art. 51).
Els serveis socials no són serveis públics en sentit estricte, de manera que si els presta una administració pública tenen caràcter públic i si els presta una administració privada, tenen caràcter privat. Les prestacions socials poden ser econòmiques (com les pensions) o tècniques (com l'assistència sanitària o el servei de guarderia per a nens).
La distribució de competències establerta per la Constitució marca que l'estat central té la competència exclusiva sobre "legislació bàsica i règim econòmic de la Seguretat Social, sense prejudici dels seus serveis per les Comunitats Autònomes" (art. 149.1.17) i que les comunitats autònomes poden assumir les competències en matèria d'assistència social.

## Regulació estatal
La Llei 13/1982, de 7 d'abril, d'Integració Social dels Minusvàlids i la posterior Llei 51/2003, de 2 de desembre, d'igualtat d'oportunitats, no discriminació i accessibilitat universal de les persones amb discapacitat regulaven els aspectes de l'assistència social feta als discapacitats.
La Llei de Dependència de 2006 regula les prestacions que reben les persones en situació de dependència funcional.

## Regulació a les comunitats autònomes
Les comunitats autònomes de segon grau i les de primer grau han assumit la competència legislativa i executiva d'assistència social de manera prou exacta a allò que estableix la Constitució. Açò es veu als estatuts d'autonomia:
- Estatut d'Autonomia d'Andalusia (LO 2/2007), art. 61.
- Estatut d'Autonomia d'Aragó (LO 5/2007), art. 71.34ª.
- Estatut d'Autonomia d'Astúries (LO 7/1981), art. 10.24.[7]
- Estatut d'Autonomia de Canàries (LO 10/1982), art. 30.13.
- Estatut d'Autonomia de Cantàbria (LO 8/1981), art. 24.22.
- Estatut d'Autonomia de Catalunya, (LO 6/2006), art. 166.
- Estatut d'Autonomia de Castella-La Manxa, (LO 9/1982), art. 31.20.
- Estatut d'Autonomia de Castella i Lleó (LO 4/1983), 32.19ª.[8]
- Estatut d'Autonomia de la Comunitat Valenciana (LO 1/2006), art. 24ª i 27ª).
- Estatut d'Autonomia d'Extremadura (LO 1/1983), art. 7.20ª.
- Estatut d'Autonomia de Galícia (LO 1/1981), art. 27.23.
- Estatut d'Autonomia de les Illes Balears (LO 1/2007), art. 30, seccions 14 i 15.
- Estatut d'Autonomia de La Rioja (LO 3/1982), art. 8.30.[9]
- Estatut d'Autonomia de la Comunitat de Madrid (LO 3/1983), art. 26.1.23ª.
- Estatut d'Autonomia de la Regió de Múrcia (LO 4/1982), arts. 10-18.
- Llei Orgànica de Reintegració i Amejoramiento del Règim Foral de Navarra (LO 13/1982), art. 44.17.
- Estatut d'Autonomia del País Basc (LO 3/1979), art. 10.12.[9]

Totes les comunitats autònomes han aprovat lleis que regulen els serveis socials o l'acció social. Solen seguir un model organitzatiu que diferència entre serveis socials de base, de caràcter municipal, comunitaris i especialitzats.
A Andalusia, es troba la Llei 2/1998, de 4 d'abril, de Serveis Socials.
Al Principat d'Astúries, es troba la Llei 1/2003, de 24 de febrer, de Serveis Socials.
A Canàries, es troba la Llei 9/1987, de 28 d'abril, de Serveis Socials.
A Cantàbria, es va traure la Llei 5/1992, de 27 de maig, d'Acció Social i la Llei 6/2001, de 20 de novembre, de Protecció a les Persones Dependents.
A Castella-La Manxa, es va traure la Llei 3/1986, de 16 d'abril, de Serveis Socials.
A Castella i Lleó, es va traure la Llei 5/2003, de 3 d'abril, d'Atenció i Protecció a les Persones Majors.
A Catalunya, es va traure la Llei 13/2006, de 27 de juny, de prestacions socials de caràcter econòmic. Lleis anteriors catalanes foren la Llei 22/2000, de 29 de desembre, d'Acollida de Persones Majors i la Llei 11/2001, de 13 de juliol, d'Acollida Familiar per a Persones Majors.
A la Comunitat Valenciana, es va traure la Llei 5/1997, de 25 de juny, per la que es regula el sistema de serveis socials. La Llei valenciana de serveis socials aprovada el 2019 donà una especial protecció dels serveis socials, perquè posa al mateix nivell que l'educació i la sanitat aquest servei.
A Extremadura, es va aprovar la Llei 5/1987, de 23 d'abril, de Serveis Socials. A més, s'aprovà el 2006 una Llei de Dependència.
A Galícia, s'aprovà la Llei 4/1993, de 14 d'abril, de Serveis Socials.
A la Comunitat de Madrid, s'aprovà la Llei 11/2003, de 27 de març, de Serveis Socials. Abans hi havia la Llei 11/1984 de 6 de juny.
A la Regió de Múrcia, s'aprovà la Llei 3/2003, de 10 d'abril, del Sistema de Serveis Socials.
A Euskadi, s'aprovà la Llei 5/1996, de 18 d'octubre, de Serveis Socials.